# Elecciones municipales de Tumbes de 1966
Las elecciones municipales de Tumbes de 1966 se llevaron a cabo el 13 de noviembre de 1966 para elegir al alcalde y al Concejo Provincial de Tumbes para el periodo 1964-1966. La elección se celebró simultáneamente con elecciones municipales en todo el país.

## Sistema electoral
La Municipalidad Provincial de Tumbes es el órgano administrativo y de gobierno de la provincia de Tumbes. Está compuesta por el alcalde y el Concejo Provincial.
La votación del alcalde y el concejo se realiza en base al sufragio universal alfabeto, que comprende a todos los ciudadanos nacionales y no nacionales mayores de veintiún años, empadronados y residentes en la provincia de Tumbes y en pleno goce de sus derechos políticos.
El Concejo Provincial de Tumbes está compuesto por 14 concejales elegidos por sufragio directo para un período de tres (3) años, en forma conjunta con la elección del alcalde (quien lo preside). La votación es por lista cerrada y bloqueada. Se asigna a cada lista los escaños según el método d'Hondt.

## Composición del Concejo Provincial de Tumbes
La siguiente tabla muestra la composición del Concejo Provincial de Tumbes antes de las elecciones.
| Partidos | Partidos                                                    | Concejales |
| -------- | ----------------------------------------------------------- | ---------- |
|          | Coalición Partido Aprista Peruano - Unión Nacional Odriísta | 6          |
|          | Alianza Acción Popular - Democracia Cristiana               | 5          |
|          | Lista Independiente Progresista                             | 3          |

## Partidos y candidatos
A continuación se muestra una lista de los principales partidos y alianzas electorales que participaron en las elecciones:
| Candidatura | Candidatura | Partidos y alianzas | Candidatos | Candidatos               | Ideología                                           | Resultado previo | Resultado previo | Ref. |
| Candidatura | Candidatura | Partidos y alianzas | Candidatos | Candidatos               | Ideología                                           | Votos (%)        | Con.             | Ref. |
| ----------- | ----------- | --- | ---------- | ------------------------ | --------------------------------------------------- | ---------------- | ---------------- | ---- |
|             | APRA–UNO    | Lista - Coalición Partido Aprista Peruano - Unión Nacional Odriísta (APRA–UNO) – Partido Aprista Peruano (APRA) – Unión Nacional Odriísta (UNO) |            | Néstor Terranova Costa   | Aprismo Conservadurismo social Populismo de derecha | 44.29%           | 6                |      |
|             | AP–DC       | Lista - Alianza Acción Popular - Democracia Cristiana (AP–DC) – Acción Popular (AP) – Partido Demócrata Cristiano (DC)                          |            | Celso Carranza Bogovich  | Liberalismo Humanismo Democracia cristiana          | 33.30%           | 5                |      |
|             | IND         | Lista - Lista Independiente Frente Independiente Popular Democrático                                                                            |            | Manuel Sandoval Villamar | Localismo tumbesino                                 | Nuevo            | Nuevo            |      |
|             | IND         | Lista - Lista Independiente Socialista |            | Juan Cruz Navarro        | Localismo tumbesino                                 | Nuevo            | Nuevo            |      |

## Resultados

### Sumario general
|                        |                                                                       |              |              |              |            |            |
| Partidos y coaliciones | Partidos y coaliciones                                                | Voto popular | Voto popular | Voto popular | Concejales | Concejales |
| Partidos y coaliciones | Partidos y coaliciones                                                | Votos        | %            | +/−          | Total      | +/−        |
|                        | Coalición Partido Aprista Peruano- Unión Nacional Odriísta (APRA–UNO) | 3,826        | 44.07        | –0.22        | 7          | +1         |
|                        | Alianza Acción Popular - Democracia Cristiana (AP–DC)                 | 3,725        | 42.91        | +9.61        | 6          | +1         |
|                        | Lista Independiente Frente Independiente Popular Democrático          | 695          | 8.01         | n/a          | 1          | +1         |
|                        | Lista Independiente Socialista                                        | 435          | 5.01         | n/a          | 0          | ±0         |
|                        |                                                                       |              |              |              |            |            |
| Total                  | Total                                                                 | 8,681        |              |              | 14         | ±0         |
|                        |                                                                       |              |              |              |            |            |
| Votos válidos          | Votos válidos                                                         | 8,681        | 95.18        | +6.64        |            |            |
| Votos en blanco        | Votos en blanco                                                       | 212          | 2.32         | –4.42        |            |            |
| Votos nulos            | Votos nulos                                                           | 228          | 2.50         | –2.23        |            |            |
| Votos emitidos         | Votos emitidos                                                        | 9,121        | n/a          | n/a          |            |            |
| Abstenciones           | Abstenciones                                                          | n/d          | n/a          | n/a          |            |            |
| Votantes registrados   | Votantes registrados                                                  | n/d          |              |              |            |            |
|                        |                                                                       |              |              |              |            |            |
| Fuente:                |                                                                       |              |              |              |            |            |

## Elecciones municipales distritales

### Resultados por distrito
La siguiente tabla enumera el control de los distritos de la provincia de Tumbes. El cambio de mando de una organización política se resalta del color de ese partido.
| Distrito              | Alcalde(sa) titular         | Partido político | Partido político              | Alcalde(sa) electo(a)   | Partido político | Partido político   |
| --------------------- | --------------------------- | ---------------- | ----------------------------- | ----------------------- | ---------------- | ------------------ |
| Corrales              | Germán Olaya Dioses         |                  | Coalición APRA-UNO            | Germán Olaya Dioses     |                  | Coalición APRA-UNO |
| La Cruz               | Abelardo Saldarriaga Urbina |                  | Coalición APRA-UNO            | José García Franco      |                  | Alianza AP-DC      |
| Pampas de Hospital    | Román Zapata Mogollón       |                  | Lista Independiente Electoral | Román Zapata Mogollón   |                  | Alianza AP-DC      |
| San Jacinto           | Diego Barrientos Madrid     |                  | Alianza AP-DC                 | Diego Barrientos Madrid |                  | Alianza AP-DC      |
| San Juan de la Virgen | Felipe Farias Vaca          |                  | Coalición APRA-UNO            | Carlos Pérez Rodríguez  |                  | Alianza AP-DC      |